# Show Biz Bugs
Show Biz Bugs (Brillante por un instante español) es un corto animado de los Looney Tunes hecho por Warner Bros. y publicado el 2 de noviembre de 1957. Lo dirigió Friz Freleng y Mel Blanc interpretó las voces de Bugs Bunny y el Pato Lucas.

## Resumen
El Pato Lucas y Bugs Bunny llegan a un teatro. El primero está celoso porque las letras del nombre del conejo en el cartel sean mucho más grandes que las del suyo. Después de que el gerente le confirmarse que el teatro se deja llevar por la popularidad para este hecho, Lucas está decidido a superar a Bugs.
Esa noche, Bugs y Lucas están realizando un número en el escenario Tea for Two. Lucas cansado de que Bugs acapare todos los aplausos (especialmente en la recepción de Bugs para Shave a Harcuit), y convencido de que debe superar al conejo, intenta numerosos actos para impresionar a la audiencia. Lucas comienza a bailar siguiendo el ritmo de Jeepers Creepers, aunque no consigue impresionar a la audiencia. Tampoco consigue buenos resultados cuando intenta entrenar a unas palomas, pues estas salen volando. En consecuencia, la audiencia le tira un tomate. Bugs hace un truco que consiste en serrar por la mitad. Lucas se ofrece de voluntario con la esperanza de probar que el truco es falso, aunque termina siendo cortado a la mitad. Más tarde, Lucas intenta sabotear un acto de Xilófono de Bugs manipulándolo, pero Bugs evita la trampa al tocar la nota final errónea. Lucas desesperado sale para mostrar a Bugs cómo se toca la canción correctamente y recibe una explosión. Finalmente, Lucas decide hacer un truco mortal para impresionar a la audiencia mientras Bugs hace malabares. Para ello bebe gasolina, un poco de nitroglicerina, una buena cantidad de pólvora y un poco de uranio -238; salta para "sacudir bien" y traga un fósforo encendido diciendo "¡Muchachas es mejor que se aferren a sus novios!". Se produce una explosión que mata al Pato Lucas. La audiencia aplaude al acto y Lucas regresa como un fantasma. Bugs impresionado dice que la audiencia quiere más y Lucas responde que solo puede hacerlo una vez.

## Voces
- Mel Blanc (Como Bugs Bunny, el Pato Lucas, Mánager y Conductor de Taxi)

## Recepción Crítica
Greg Ford, dice que el corto contiene los mejores chistes del escritor de Warren Foster y también lo describió como "la rivalidad definitiva entre el mundo del espectáculo y Bugs".